# Chersotis metagrapha
Chersotis metagrapha là một loài bướm đêm trong họ Noctuidae.